# Цыгане в Италии
Цыгане живут в Италии с XV века. Синти, считающие себя отдельной от цыган подгруппой, прибыли с севера. Другие группы цыган мигрировали с Балкан и поселились в Южной Италии и Центральной Италии. Из Боснии и Косово цыгане-мусульмане, так называемые хораксаны, прибыли в Италию во время балканских войн.

## Численность населения
В 2015 году в Италии проживает около 150 000 человек (70 000 — граждане Италии) цыганского происхождения. Три города с наибольшим количеством цыган: Рим, Милан и Неаполь.

## Жизнь в Италии
Согласно опросу, проведенному в мае 2008 года, 68 % итальянцев хотели, чтобы из страны были изгнаны все 150 000 цыган, многие из которых были итальянскими гражданами. Опрос, опубликованный после того, как толпа в Неаполе сожгла цыганские лагеря в том же месяце, показал, что большинство также хотело, чтобы все цыганские лагеря в Италии были снесены.
Опрос 2015 года, проведенный Pew Research, показал, что 86 % итальянцев отрицательно относятся к цыганам.
18 июня 2018 года министр внутренних дел Маттео Сальвини объявил, что правительство проведет перепись цыган в Италии с целью депортации всех, кто не находится в стране на законных основаниях. Однако эта мера была раскритикована как неконституционная и против неё выступили все оппозиционеры, а также некоторые члены M5S.

## Цыгане в Италии
- Агостино Кардамоне (1965), боксер
- Мойра Орфей (1931—2015), артистка цирка, актриса.
- Лиана Орфей (1937), артистка цирка, актриса
- Микеле ди Рокко (1982), профессиональный боксер